# Anolis apletophallus
Anolis apletophallus (панамський аноліс) — вид ігуаноподібних ящірок родини анолісових (Dactyloidae). Ендемік Панами.

## Поширення і екологія
Панамські аноліси мешкають на рівнинах і високогір'ях на сході Панами. Вони живуть у вологих тропічних лісах, трапляються на узліссях та у вторинних лісах. Зустрічаються на висоті до 900 м над рінем моря.